# Стивен Хојлс
Стивен Хојлс (енгл. Stephen Alan Hoiles; 13. октобар 1981) аустралијски је рагбиста, који тренутно игра за Каунти иглсе. Од 2004., до 2008., одиграо је 16 тест мечева за Валабисе. У супер рагбију је наступао за Воратасе и Брамбисе. Брамбисе је предводио и као капитен. За репрезентацију Аустралије је дебитовао у тест мечу против Шкотске.